# الفارسية الإيرانية
الفارسية الغربية أو الفارسية الإيرانية هي من مجموعة اللغات الفارسية، واللغة الفارسية «الإيرانية» أكثرها انتشارًا يُتحدث بهذه اللغة في إيران بشكل رئيسي، كما يتحدث بها بعض الأقليات في العراق ودول الخليج العربية. وهي شقيقة الدرية في أفغانستان والطاجيكية في طاجيكستان.
في اللغة الإنجليزية، يُطلق البعض أحيانًا اسم "Farsi" (وهي ترجمة حرفية مُباشرة من اسم اللغة في اللغة الفارسية) للإشارة إلى اللهجة الفارسية الغربية واسم "Persian" (وهو ما يعادل لفظة «فارسي» في اللغة الإنگليزية) للإشارة إلى اللغة الفارسية بشكل عام.